# Rio Verde de Mato Grosso
Rio Verde de Mato Grosso – miasto i gmina w Brazylii, w stanie Mato Grosso do Sul.